# العلاقات الطاجيكستانية النيوزيلندية
العلاقات الطاجيكستانية النيوزيلندية هي العلاقات الثنائية التي تجمع بين طاجيكستان ونيوزيلندا.

## مقارنة بين البلدين
هذه مقارنة عامة ومرجعية للدولتين:
| وجه المقارنة                                              | طاجيكستان                          | نيوزيلندا                                              |
| --------------------------------------------------------- | ---------------------------------- | ------------------------------------------------------ |
| المساحة (كم2)                                             | 143.10 ألف                         | 268.02 ألف                                             |
| عدد السكان (نسمة)                                         | 8.92 مليون                         | 4.24 مليون                                             |
| الكثافة السكانية (ن./كم²)                                 | 62.33                              | 15.82                                                  |
| العاصمة                                                   | دوشنبه                             | ويلينغتون، أوكلاند                                     |
| اللغة الرسمية                                             | اللغة الطاجيكية                    | لغة إنجليزية، اللغة الماورية، لغة الإشارة النيوزيلندية |
| العملة                                                    | ساماني طاجيكي، الروبل الطاجيكستاني | دولار نيوزيلندي، الجنيه النيوزيلندي                    |
| الناتج المحلي الإجمالي (بليون دولار)                      | 7.15 مليار                         | 205.85 مليار                                           |
| الناتج المحلي الإجمالي (تعادل القوة الشرائية) بليون دولار | 24.03 مليار                        |                                                        |
| الناتج المحلي الإجمالي الاسمي للفرد دولار أمريكي          | 925                                |                                                        |
| الناتج المحلي الإجمالي للفرد دولار أمريكي                 | 2.69 ألف                           |                                                        |
| مؤشر التنمية البشرية                                      | 0.624                              | 0.914                                                  |
| رمز المكالمات الدولي                                      | +992                               | +64                                                    |
| رمز الإنترنت                                              | .tj                                | .nz                                                    |
| المنطقة الزمنية                                           | ت ع م+05:00                        | ت ع م+13:00، ت ع م+12:00                               |

## منظمات دولية مشتركة
يشترك البلدان في عضوية مجموعة من المنظمات الدولية، منها:
| علم المنظمة | اسم المنظمة                        | تاريخ انضمام طاجيكستان | تاريخ انضمام نيوزيلندا |
| ----------- | ---------------------------------- | ---------------------- | ---------------------- |
|             | مؤسسة التنمية الدولية              | 4 يونيو 1993           | 1 أكتوبر 1974          |
|             | مؤسسة التمويل الدولية              | 2 ديسمبر 1994          | 31 أغسطس 1961          |
|             | منظمة حظر الأسلحة الكيميائية       | ?                      | ?                      |
|             | الأمم المتحدة                      | 2 مارس 1992            | 24 أكتوبر 1945         |
|             | الاتحاد الدولي للاتصالات           | 28 أبريل 1994          | 3 يونيو 1878           |
|             | منظمة الشرطة الجنائية الدولية      | ?                      | ?                      |
|             | البنك الدولي للإنشاء والتعمير      | 4 يونيو 1993           | 31 أغسطس 1961          |
|             | الاتحاد البريدي العالمي            | ?                      | ?                      |
|             | وكالة ضمان الاستثمار متعدد الأطراف | 9 ديسمبر 2002          | 22 أبريل 2008          |
|             | بنك التنمية الآسيوي                | 1998                   | 1966                   |
|             | يونسكو                             | 6 أبريل 1993           | 4 نوفمبر 1946          |
|             | الفريق المعني برصد الأرض           | ?                      | ?                      |

## وصلات خارجية
- موقع وزارة الخارجية النيوزيلندية